# Urbano da Cortona

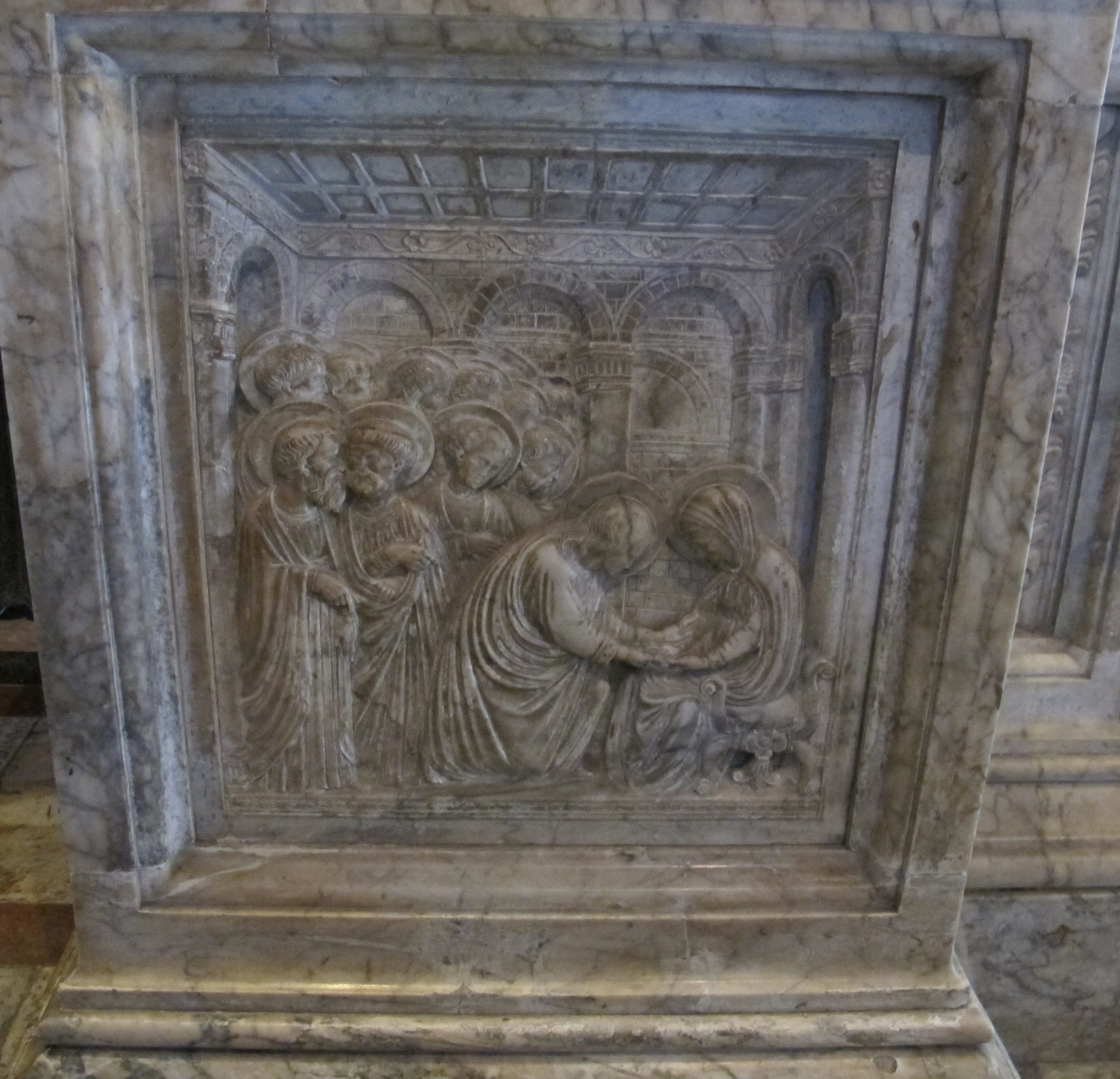
Zentrales Innenportal im Dom von Siena

Urbano da Cortona (* um 1426 in Cortona; † 1504 in Siena) war ein italienischer Bildhauer und Maler.

## Biografie
Er begann als Gehilfe von Donatello in Padua, arbeitete danach in Perugia (Grab des Bischofs Baglioni im Dom, 1451) und ließ sich in Siena nieder, wo er am Bau der Kathedrale beteiligt war. Er war Leiter einer Werkstatt, die in der Stadt als auch im Gebiet der Republik Siena sehr aktiv war.
Zu seinen bekannten Werke zählen die zwölf Reliefs mit Szenen aus dem Marienleben, ursprünglich in der Kapelle der Madonna delle Grazie (im 17. Jahrhundert abgerissen) und heute auf dem Innenportal im Dom von Siena, sowie eine Madonna aus der Sammlung Chigi-Saracini (1455–1460) und die Marmorbank links in der Loggia della Mercanzia (1462).